# クェルシトリン
クェルシトリン（クエルシトリン、ケルシトリン、quercitrin）は、フラボノイドの一種であるクェルセチンのラムノース配糖体である。クェルシトリンは染料のクエルシトロンの成分である。

## 存在
ダッタンソバ (Fagopyrum tataricum) に含まれている。
2012年3月、タキイ種苗とお茶の水女子大学との共同研究により、クェルシトリンがピーマンの苦味成分であることが解明された。

## 代謝
酵素クェルシトリナーゼ(EC 3.2.1.66)は、配糖体のクェルシトリンとH2O よりL-ラムノースとクェルセチンを得る加水分解反応を触媒する。